# Ebba Årsjö
Ebba Årsjö (* 12. Januar 2001 in Oskarshamn) ist eine schwedische Para-Alpin-Skifahrerin.

## Leben
Årsjö wuchs in Norrköping auf und begann im Alter von sechs Jahren mit Ski Alpin. Sie besuchte das Skigymnasium in Östersund und trat bis zum Alter von 18 Jahren gleichberechtigt mit nicht behinderten Sportlerinnen an. Sie wurde mit dem Klippel-Trénaunay-Syndrom geboren, was bedeutet, dass ihr rechtes Bein nicht in gleichem Maße Muskeln aufbauen konnte wie das gesunde linke Bein, dass dem Bein eine Hautschicht fehlt und dass sie keinen Fußballen hat. 

## Karriere
Im Januar 2020 debütierte sie im Weltcup im slowenischen Kranjska Gora und gewann den Riesenslalom. Sie erreichte damit Schwedens ersten alpinen Weltcupsieg seit über 15 Jahren. In ihrer Debütsaison 2019/2020 holte sie insgesamt zwei Weltcup-Riesenslalomsiege. Bei der Weltcup-Premiere 2020/2021 holte Årsjö ihren dritten Sieg im Riesenslalom vor der Russin Varvara Vorontjichina und der französischen achtfachen Paralympischen Goldmedaillengewinnerin Marie Bochet. In der ersten Weltcupwoche im schweizerischen Veysonnaz holte sie drei von vier möglichen Siegen. Eine Woche später holte Årsjö ihren ersten Weltcupsieg im Super-G.
Ebba Årsjö nahm an den Alpinen Para-Skiweltmeisterschaften 2021 in Lillehammer teil, bei denen sie Goldmedaillen im Slalom und beim Parallelrennen gewann. Bei den Alpinen Para-Skiweltmeisterschaften 2023 im spanischen Lleida gewann sie Gold im Super-G, im Slalom, im Riesenslalom und in der Kombination. 
Bei den Winterparalympics 2022 in Peking gewann sie Goldmedaillen in der Superkombination und im Slalom sowie die Bronzemedaille in der Abfahrt. Am 9. November 2022 gab sie bekannt, dass sie nicht mehr im Abfahrtslauf antreten werde.

## Ehrungen
- Im April 2021 wurde sie mit der Auszeichnung „Star Shooting of the Year“ von Radiosporten für das Jahr 2020 ausgezeichnet, die an Athleten im Parasport vergeben wird.
- Ebenfalls 2021 erhielt sie das Sportstipendium von Svenska Dagbladet für das Jahr 2021.
- Im Juni 2022 erhielt sie den Victoria-Preis, der jedes Jahr an einen schwedischen Sportler verliehen wird.